# Rio Bădeni (Arieș)
O Rio Bădeni é um rio da Romênia afluente do rio Arieş, localizado no distrito de Cluj.